# Mince Spies
Mince Spies és un EP nadalenc de la banda anglesa Coldplay llançat el 2000. Està format únicament per dues cançons gravades per la banda i només se'n van editar 1000 còpies exclusivament per membres del seu club de fans.

## Llista de cançons
| Núm.          | Títol                                    | Durada |
| ------------- | ---------------------------------------- | ------ |
| 1.            | «Have Yourself a Merry Little Christmas» | 2:22   |
| 2.            | «Yellow» (The Alpha Remix)               | 5:14   |
| Durada total: | Durada total:                            | 7:36   |